# Barwick (Georgia)
Barwick város az USA Georgia államában, Brooks és Thomas megyében. Lakosainak száma 363 fő (2020. április 1.).

## Népesség
A település népességének változása:

| 2010 | 386 |
| 2020 | 363 |